# 美国工人党 (1921年)
美国工人党（英語：Workers Party of America，缩写为WPA）是1921年—1929年美国共产党的合法组织使用的名称。1921年的最后几天，处于非法状态的美国联合共产党的党员成立了一个合法政党，命名为“美国工人党”，与地下的共产党组织并存。1923年4月美国联合共产党合法化后，两党合并，统称“美国工人党”。1925年，美国工人党改名为工人（共产）党。1929年中期，改名为美国共产党。